# ابولهب

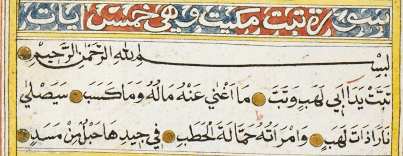
آیه یک سوره مسد

ابولهب، به معنای پدر آتش، اصطلاحی است که در آیهٔ ۱ سوره مسد در قرآن آمده است. در سورهٔ مسد گفته می‌شود ابولهب زیانکاری است که مال و ثروت به کارش نیامد، به زودی در آتش انداخته خواهد شد و زنش هیزم‌کش است. به‌طور سنتی، منابع اسلامی (که همهٔ آن‌ها قرن‌ها بعد از محمد نوشته شده‌اند) چنین روایت شده که ابولهب یکی از عموهای محمد بوده که با وی مخالفت می‌ورزیده است. این دیدگاه در پژوهش‌های قرآن‌شناسان غربی پذیرفته نشده است؛ اکثر پژوهشگران متنِ موجود در سورهٔ مسد را جز متون قدیمی‌تر از مجموعهٔ قرآن می‌دانند و دربارهٔ «ابولهب» نظریاتی مطرح شده نظیر اینکه اصطلاحی کلی در زبان عربی است به معنای «گناهکار» یا «جهنمی»، مثل ابولحیة که به معنای «پدر ریش/مرد ریشو» است. به شباهت‌های سورهٔ مسد با نفرین‌های قطع دست در تلمود بابلی نیز اشاره شده است.

## در قرآن
از ابولهب در سورهٔ مسد یاد شده که متن آن به شرح ذیل است:
﴿زیانکار باد دستان ابولهب، و خود او هم زیانکار شد﴾ ۱ ﴿مالش و دستاوردش به کارش نیامد﴾ ۲ ﴿زود است که به آتشی شعله‌ور درآید﴾ ۳ ﴿و زنش هیزم‌کش [و آتش‌افروز معرکه] است﴾ ۴ ﴿و ریسمانی از لیف خرمای تافته بر گردن دارد﴾ ۵

## دیدگاه تاریخی
اکثر تاریخ‌نگاران متنِ موجود در این سوره را جز متون قدیمی‌تر از مجموعهٔ قرآن می‌دانند و برخی از آنها، این سوره را به گونهٔ متفاوتی از تفسیرهای سنتی و متاخرِ مومنینِ مسلمان تشریح می‌کنند. پرِمَر بخشی از متن این سوره را غیرقابل فهم می‌داند. از نظر گیوم دی، در متنِ قرآنی که به دست ما رسیده، تقریباً نام هیچ شخصِ تاریخیِ معاصر با محمد وجود ندارد، اما مفسران مسلمان، برای قابل فهم کردنِ مجموعهٔ متونی قرآنی که وجود داشته است، سعی کرده‌اند متون گردآوری شده را بر اساس زندگی محمد و مراحل آن درک کنند. دی می‌گوید که «یک آیه — آیه نخست سوره مسد — دربارهٔ ابولهب، «پدرِ آتش» صحبت می‌کند که سنت مسلمانان او را عموی پیامبر معرفی می‌کند. با این حال، ما می‌توانیم این سوره را به گونه دیگری بفهمیم: متن صرفاً از مردی (نوعی) و و همسرش صحبت می‌کند که در آتش جهنم گرفتار شده است.» ژان‌وان ریت موردِ ابولهب را نوعی معما می‌داند. نُین‌کیخشِن بر این نظر است که اگر تفسیرهای سنتی و متاخر را کنار بگذاریم، این متن را نه به عنوان نفرین علیه شخصی تاریخی همچون عموی محمد، بلکه به شکل کلی برای یک انسان گناهکار می‌توان فهمید. با بررسی او، صورتِ «پدر + نام» به‌طور مرسوم در عربی برای تعیینِ شی یا کیفیت استفاده می‌شود؛ به عنوان مثال، «ابو لحیة» که به شکل لغوی به معنای «پدر ریش» است، یک مرد «ریشو» را تصویر می‌کند؛ بنابراین از نظر او، «ابولهب/پدرِ آتش» نفرینی عمومی برای گناه‌کاران و نه یک شخصِ تاریخی است. کونستلینگر شباهت‌های موازی جالبی را ذکر می‌کند میان محتوای این سوره در مورد نفرین و قطع دستِ ابولهب و نفرین‌هایی که در تلمود بابلی (سنهردین ۵۸ب) و اشاره به قطع دست (نیدا ۱۳ب) وجود دارند.

## در منابع اسلامی
ابولهب فرزند عبدالمطلب و عموی و پدر دو داماد محمد است که با محمد دشمنی سرسختانه‌ای داشت. او علاوه بر انکار نبوت و دشمنی با وی، به آزار و اذیت محمد نیز اصرار می‌ورزید، وی اولین فرد از اقربین محمد بود که در ماجرای دعوت از اقربین توسط محمد، به وی بی‌احترامی کرد و او را انکار نمود. در روایتی از طارق محرابی آمده است که روزی در مکه، محمد بن عبدالله را دیدم که دعوت به توحید می‌کرد و ابولهب را مشاهده کردم که پشت سر او راه می‌رفت و به وی سنگ می‌زد؛ به طوری که از پای محمد خون جاری شده‌بود. همچنین ابن شهرآشوب از مزاحمت دیگری که ابولهب برای محمد داشت یاد می‌کند و یکی از اقدامات ابولهب را، رساندن خود به قبائلی دانسته که برای تحقیق بیشتر از دعوت محمد به مکه آمده بودند و او با بیان سخنانی چون دیوانگی محمد، سحر او و تحت درمان بودنش، آنان را نسبت به آئین اسلام دلسرد می‌کرد. شبیه به همین مطلب را رازی، مفسر سنی مذهب در تفسیرش آورده است. او حتی دو پسرش را مجبور به طلاق دختران محمد کرد. وی سرانجام به جهت بیماری و چند روز پس از جنگ بدر، بدنش دچار عفونت شد و به طرز ناهنجاری از دنیا رفته و به جهت عفونت شدیدش، خارج از مکه دفن شد. نام ابولهب در منابع مورد اختلاف است، برخی نامش را عبدمناف، برخی دیگر عبدالعزی و گروهی نیز نامش را همان ابولهب دانسته‌اند؛ بر فرض دو حالت اخیر، در علت استفاده قرآن از لقب «ابولهب» که غیر از لقب اصلی او -یعنی «ابوعتیبه» - بوده است، طباطبائی می‌نویسد که این تعبیر کنایی، با توجه به آیه ﴿سیصلی نارا ذات لهب؛ به زودی در آتشی زبانه‌دار می‌سوزد﴾ به جهنمی بودن وی اشاره دارد به گونه‌ای که وی همواره در آتش خواهد بود. همچنین ابن عاشور در این‌باره احتمال دیگری را مطرح می‌کند که شاید شهرت ابولهب به لقبش بیشتر از نام وی بوده است. طبرسی نیز معتقد است که علت ذکر نکردن نام وی و استفاده از کنیه برای او، به جهت کراهت خدا از ذکر عبارت «عبد» قبل از کلمه «عزی» بوده است که نام یکی از بت‌های اعراب جاهلی بوده است. همچنین طبرسی، از مقاتل نقل می‌کند که نام اصلی وی، ابولهب بوده و علت نامگذاری وی به ابولهب را زیبایی صورت و سرخی دو گونه او -به مانند شعله آتش- ذکر کرده است. فخرالدین رازی، در پاسخ به این سؤال که چگونه محمد با وجود رأفت و عطوفت مثال زدنی‌اش، این چنین با عموی خویش رفتار کرده و او را تهدید نموده است؛ چند احتمال را مطرح کرده است، از جمله اینکه محمد در مورد اذیت و آزارهای ابولهب، به شدت در عذاب و سختی بود و همچنین وی به جهت اتمام حجت با سایر بستگانش و نشان دادن این مسئله که وی با انحراف و کفر در هر جایگاهی که باشد، مقابله خواهد کرد.